# GoPro

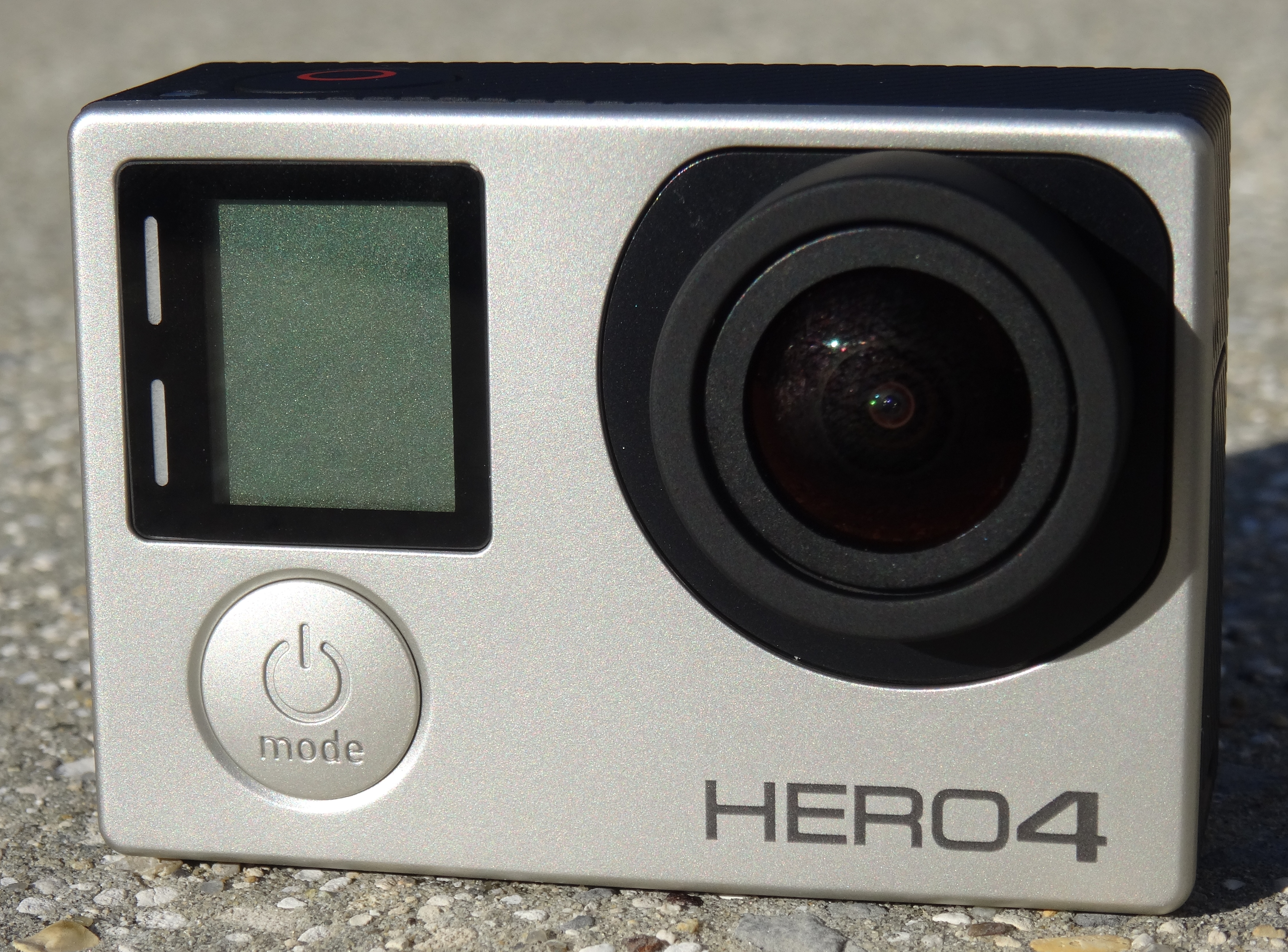
GoPro Hero 4 Silver Edition.

GoPro(과거명: Woodman Labs, Inc)는 미국의 액션 카메라(액션캠) 브랜드이다.

## 역사
이 회사는 2004년 닉 우드먼에 의해 설립되었다. 그는 2002년 오스트레일리아로 파도타기 여행을 하던 가운데 품질이 좋은 액션 사진을 찍고 싶었는데 아마추어 사진작가들이 충분히 가깝게 찍지 못하거나 합당한 가격에 품질이 좋은 장비를 구매하지 못한 데에서 자극을 받았다. 전문가적 각도로 찍을 수 있는 카메라 시스템에 대한 갈망 속에 'GoPro'라는 이름을 착안하게 되었다.

## 제품

### HERO 카메라
- 35mm
- Digital
- Digital 3
- Digital 5
- Digital Wide
- HD
  - 960
  - LED
- HERO2
- HERO3
  - HERO3+
- HERO4
  - HERO+LCD
  - HERO+
- HERO5

### GoPro KARMA 드론
Karma 드론은 2016년 10월 23일에 출시되어서
2018년에 철수되었다.

### GoPro Omni
6개의 GoPro HERO4 블랙 카메라들을 동기화하여 사용자가 가상 현실 360도 동영상을 촬영할 수 있게 한다.

## 같이 보기
- 액션 카메라(en:Action camera, action-cam)